# 小行星6657
小行星6657（英語：6657 Otukyo）是一颗围绕太阳公转的小行星。1992年11月17日，杉江淳在Dynic发现了此天体。
这颗小行星的绝对星等为113.23788等。